# خطأ معياري (إحصاء)
الخطأ المعياري هو طريقة قياس أو تقدير الانحراف المعياري لتوزيع العينة المصحوب بطريقة التقدير.

## توضيح
في مجال الاختبارات ، خطأ القياس يعني تقدير الفرق بين القيمة الحقيقية لدرجة الطالب والدرجة التي حصل عليها الطالب فعلا في الاختبار. أحيانا لا يكون للمعلم سيطرة على هذا الخطأ. قد يعزى هذا الخطأ إلى أسباب مثل : ضعف أدوات القياس، ظروف الاختبار، عدم موضوعية المصحح ...إلخ. . لا يوجد اختبار يمكن أن يقيس قدرة الطالب في أي مجال دون حد أدنى من الخطأ.

## خطأ القياس المعياري
مقياس للخطأ المتوقع في درجة الاختبار، أنه المقدار الذي في حدوده تزيد أو تنقص الدرجة المشاهدة عن الدرجة الحقيقية للطالب. وكلما قل خطأ القياس المعياري كلما زادت الدقة في درجات الاختبار. خطأ القياس المعياري هو عبارة عن الانحراف المعياري لمجموعة من الفروقات كل منها يساوي الفرق بين الدرجة الحقيقية والدرجة المتحصل عليها. الخطأ المعياري له علاقة مباشرة بثبات الاختبار، فكلما كانت درجة ثبات الاختبارعالية كلما قل خطأ القياس المعياري.ويمكن تعريف الخطأ المعياري للقياس أيضـًا بأنه الانحراف المعياري لدرجات طالب ناتجة عن تكرار إجابته للاختبار نفسه (أو اختبار مماثل له)، ولأن مثل هذه البيانات لا تتوافر عادة فإنها تؤخذ من اختبار مجموعة واحدة من الطلاب.يمكن حساب الخطأ المعياري للاختبار بمعرفة تباين ( variance ) الدرجات وثبات الاختبار.فإذا حصل طالب على درجة مقدارها 90 في اختبار خطأه المعياري يساوي 3 فإننا نقول أن هناك احتمالا قدره 68% أن تكون الدرجة الحقيقة للطالب واقعة في فترة الثقة بين 87 و 93.

## الانحراف المعياري للمتوسط
{\displaystyle SE_{\bar {x}}\ ={\frac {s}{\sqrt {n}}}}
حيث
s هي انحراف العينة المعياري
n مقدار (عدد الملاحظات) للعينة.
يمكن مقارنة هذا التقدير مع الصيغة الحقيقية للانحراف المعياري للمتوسط:
{\displaystyle SD_{\bar {x}}\ ={\frac {\sigma }{\sqrt {n}}}}
حيث
σ هو الانحراف المعياري للسكان.

## أخطاء معيارية

### عينة الإشارة
- {\displaystyle \sigma _{\overline {x}}={\frac {\sigma }{\sqrt {n}}}}
- {\displaystyle \sigma _{\widehat {p}}={\sqrt {\frac {p(1-p)}{n}}}}

## الأنواع
خطأ النوع الأول    Type-I Error
هو خطأ يظهر عند فحص الفروض البحثية . خطأ النوع الأول هو احتمالية رفض الفرض الصفري عندما يكون في الواقع صحيح. أي أن الباحث يستنتج وجود علاقة غير موجودة أصلاً. احتمالية الخطأ الأول = مستوى الدلالة ( الفا) التي تم تحديدها، وهي غالبا تساوي 0.05.
خطأ النوع الثاني    Type-II Error
هو خطأ يظهر عند فحص الفروض البحثية. خطأ النوع الثاني هو احتمالية ألا يرفض الفرض الصفري في وقت هو – أي الفرض الصفري - غير صحيح ، أي أن خطأ النوع الثاني يقع عندما نفشل في رفض الفرض الصفري في وقت يكون الفرض البديل هو الصحيح . وعموما يتناسب خطأ النوع الأول عكسيا مع خطأ النوع الثاني ، أي أن زيادة أحدهما تقلل الآخر.وللتقليل في نوعي الخطأ لابد من زيادة حجم عينة الدراسة . يرمز للخطأ من النوع الثاني بالرمز β ( بيتا ).
خطأ عشوائي   Random Error           هو أي خطأ لا يظهر بانتظام في كل البيانات (وغالبـًا ما تتم ملاحظته بطريقة غير مباشرة )، وليس له علاقة بأي من المتغيرات.الخطأ العشوائي عادة ما يكون له صفة التوزيع الطبيعي بمتوسط قدره صفر.
اختبار الصواب والخطأ   True-False Test     هو اختبار أختياري يطلب فيه من التلميذ اختيار إجابة واحدة من بين بديلين ( صواب -خطأ).